# Mullendorf
Mullendorf (lucembursky: Mëllerëf, německy: Müllendorf) je město v obci Steinsel v kantonu Lucemburk ve středním Lucembursku.

## Geografie
Nachází se v údolí Alzette. Leží 228 m n. m. a má 1 156 obyvatel. Nejbližší větší město je Lucemburk, který leží osm kilometrů jižně od města.
Nejvyšší bod v této oblasti má převýšení 373 metrů a leží jeden kilometr západně od Mullendorfu.
Průměrná roční teplota je 8 °C. Nejteplejším měsícem je červen (průměrná teplota 18 °C) a nejchladnějším leden (průměrná teplota −4 °C). Ročně spadne v průměru 1 034 milimetrů srážek. Nejdeštivějším měsícem je říjen se 122 milimetry srážek a nejsušší je březen s 24 milimetry srážek. V oblasti převládá oceánické podnebí.